# Phytoliriomyza latifrons
Phytoliriomyza latifrons är en tvåvingeart som beskrevs av Zlobin 1997. Phytoliriomyza latifrons ingår i släktet Phytoliriomyza och familjen minerarflugor. Inga underarter finns listade i Catalogue of Life.